# Округ Табор
Округ Табор (чеш. Okres Tábor) је округ у Јужночешком крају, у Чешкој Републици. Административно средиште округа је град Табор.

## Становништво
Према подацима о броју становника из 2012. године округ је имао 102.768 становника.